# Dispatching Communication Building of Gansu Electric Power Company
Le Dispatching Communication Building of Gansu Electric Power Company  (甘肃省电力公司调度通讯楼) est un gratte-ciel de 188 mètres de hauteur construit à Lanzhou en Chine en 2012.
Il abrite des bureaux sur 45 étages.